# كارول غريدر
كارولين ويدني غريدر (بالإنجليزية: Carolyn Widney Greider)‏، المعروفة باسم كارول غريدر (بالإنجليزية: Carol W. Greider)‏ ـ (ولدت في 15 أبريل 1961)، هي عالمة بيولوجيا جزيئية تعمل أستاذة ومديرة لقسم البيولوجيا الجزيئية والوراثة بمعهد العلوم الطبية الحيوية الأساسية التابع لجامعة جونز هوبكنز الأمريكية. حصلت على جائزة نوبل في الطب لعام 2009 مشاركة مع أستاذتها السابقة إليزابيث بلاكبيرن وجاك زوستاك وذلك لاكتشافهم دور التيلومير في حماية الصبغيات (الكروموسومات) واكتشافهم لإنزيم التيلوميريز.

## مولدها ونشأتها
ولدت غريدر في سان دييغو بولاية كاليفورنيا الأمريكية. عام 1961، وكان والدها «كيث غريدر» أستاذاً لعلم الفيزياء. انتقلت أسرتها من سان دييغو إلى دافيس بنفس الولاية، حيث قضت كارول جانباً كبيراً من طفولتها وصباها.

## تدرجها العلمي
حصلت غريدر على درجة البكالوريوس في العلوم الحيوية من كلية الدراسات الإبداعية بجامعة كاليفورنيا في سانتا باربارا عام 1983، وكانت قد درست في تلك الفترة أيضاً بجامعة غوتينغن الألمانية حيث أنجزت بعض الاكتشافات الهامة هناك. نالت غريدر درجة الدكتوراه في البيولوجيا الجزيئية عام 1987 من جامعة كاليفورنيا بمدينة بيركلي تحت إشراف إليزابيث بلاكبيرن - شريكتها في جائزة نوبل - التي كانت في ذلك الحين تعمل أستاذاً بتلك الجامعة، وفي أثناء ذلك (وتحديداً عام 1984) اشتركت مع أستاذتها إليزابيث بلاكبيرن في اكتشاف إنزيم التيلوميريز، وهو إنزيم تكمن أهميته في أنه يلعب دوراً هاماً في مرضي السرطان والأنيميا ذات المنشأ الوراثي.
انتقلت غرايدر بعد ذلك للعمل بمختبر كولد سبرنغ هاربور (بالإنجليزية Cold Spring Harbor Laboratory) في جزيرة لونغ آيلاند بولاية نيويورك، حيث اشتركت مع رونالد دي بينيو في مزيد من الأبحاث حول التيلوميريز. وفي سنة 1997 انتقلت غريدر إلى موقعها الحالي في جامعة جونز هوبكينز، وهي تشغل حالياً كرسي دانيال ناتان وتدير قس البيولوجيا الجزيئية والوراثة بمعهد جونز هوبكنز للعلوم الطبية الحيوية الأساسية.

## عضويتها في الجمعيات العلمية
غريدر عضو في كل من:
- الجمعية الأمريكية للكيمياء الحيوية والبيولوجيا الجزيئية (2004)
- الجمعية الأمريكية للبيولوجيا الخلوية (1999)
- الأكاديمية الوطنية للعلوم (2003)،[18] وهي عضو أيضاً بمعهد الطب التابع للأكاديمية منذ سنة 2010.

## الجوائز
- جائزة مؤسسة غيردنر الدولية (1998)
- جائزة الطبق الذهبي من أكاديمية الإنجاز (2000)
- جائزة ريتشارد لونسبيري (2003) من الأكاديمية الوطنية الأمريكية للعلوم[19]
- جائزة ديكسون (2006)
- جائزة ويلي للعلوم الطبية الحيوية (2006)، مناصفة مع إليزابيث بلاكبيرن
- جائزة لاسكر للأبحاث الطبية الأساسية (2006)، مشاركة مع إليزابيث بلاكبيرن وجاك زوستاك
- جائزة لويزا غروس هورويتز (2007)، مشاركة مع إليزابيث بلاكبيرن وجوزيف غرافتون غول
- جائزة بول إرليخ ولودفيغ دارمشتيتر (2009)، مناصفة مع إليزابيث بلاكبيرن
- جائزة نوبل في الطب (2009)، مشاركة مع إليزابيث بلاكبيرن وجاك زوستاك)[20]

## أسرتها
غريدر هي أم لطفلين أكبرهما تشارلز والصغرى غويندولين.

## روابط خارجية
- كارول غريدر على موقع الموسوعة البريطانية (الإنجليزية)
- كارول غريدر على موقع مونزينجر (الألمانية)
- كارول غريدر على موقع إن إن دي بي (الإنجليزية)